# 劇場版 旋風管家 HEAVEN IS A PLACE ON EARTH
《劇場版 旋風管家 HEAVEN IS A PLACE ON EARTH》（日語：劇場版 ハヤテのごとく! HEAVEN IS A PLACE ON EARTH）是改編自日本漫畫家畑健二郎原作漫畫《旋風管家》的電影。由小森秀人執導，Manglobe製作，2011年8月27日，與《劇場版 魔法老師！ ANIME FINAL》同時上映。

## 製作背景
2010年12月，透過週刊少年SUNDAY連載第300話的特集，確定制作劇場版，演繹一個包含新角色的全新原創故事。是次製作再次更換動畫工作室，並重新設計人物造型。
2011年5月，官方公佈作品名字為《劇場版 旋風管家 HEAVEN IS A PLACE ON EARTH》，將於8月27日，破天荒與《劇場版 魔法老師！ANIME FINAL》一同放映。
同年7月，官方透過網站和雜誌披露更多故事資料及周邊商品安排。當中確定了同期漫畫連載的新人物——水蓮寺琉加將會登場，並擔當片頭曲的歌手（真實演唱者為其聲優山崎遙）。7月下旬，官方透過新預告片公佈新人物為靈幻少女鈴音。
為紀念本作製成劇場版，原作漫畫第28卷推出封面為劇場版的概念圖的限定版。除此以外，過去兩季動畫的角色歌曲被重新輯錄，亦發行大量新畫集。

## 故事概要
於暑假快將完結的時候，管家綾崎颯和他的主人三千院凪大小姐，連同一眾好友來到西澤步的鄉村田舍。在沒有動畫和遊戲，以致手提電話訊號不清的狀況下，管家和大小姐等人捲入了奇怪的事件當中......

## 角色
- 綾崎颯：白石涼子（日本）／汪世瑋（台灣）
- 三千院凪：釘宮理惠（日本）／龍顯蕙（台灣）
- 瑪利亞：田中理惠（日本）／詹雅菁（台灣）
- 桂雛菊：伊藤靜（日本）／詹雅菁（台灣）
- 西澤步：高橋美佳子（日本）／許淑嬪（台灣）
- 綾崎鈴音：遠藤綾（日本）／許淑嬪（台灣）
- 春風千櫻：藤村步（日本）／許淑嬪（台灣）
- 劍野伽遊羅：日笠陽子（日本）／詹雅菁（台灣）
- 水蓮寺琉加：山崎遙（日本）／龍顯蕙（台灣）
- 瀨川泉：矢作紗友里（日本）／許淑嬪（台灣）
- 花菱美希：中尾衣里（日本）／詹雅菁（台灣）
- 朝風理沙：淺野真澄（日本）／龍顯蕙（台灣）

## 製作人員
- 原作、故事原案：畑健二郎
- 監督、人物設計：小森秀人
- 劇本：小林靖子
- 美術監督：青井孝
- 色物設計：小針裕子
- 攝影監督：飯島亮
- 剪接：長坂智樹
- 音響監督：岩浪美和
- 音樂：前口涉
- 動畫製作：Manglobe
- 製作：劇場版旋風管家製作委員會（Geneon Universal 、東京電視台、小学館、Movic）
- 發行：King Records、T-JOY

## 歌曲
- 主題曲（片尾曲）：「Heaven is a Place on Earth」（天堂就在人間）
主唱：fripSide，作曲：八木沼悟志，作詞：八木沼悟志、yuki-ka
- 片頭曲：（我們，奔向天空）
主唱：水蓮寺琉加（CV：山崎），作詞：KOTOKO
- 插入曲：「Invisible Message」（看不見的訊息）
主唱：ELISA

## 播放電視台
| 香港 Animax 星期六 下午2:30 | 香港 Animax 星期六 下午2:30                                           | 香港 Animax 星期六 下午2:30 |
| --------------------------- | --------------------------------------------------------------------- | --------------------------- |
|                             | 爆笑管家工作日誌劇場版： Heaven is a Place on Earth （2013年2月23日） |                             |
| —                           | —                                                                     |                             |

## 外部連結
- （日語）劇場版 旋風管家 HEAVEN IS A PLACE ON EARTH 官方網站
- （日語）劇場版旋風管家Project(hayateproject)的X（前Twitter）
- （日語）魔法老師．旋風管家 劇場版(negihaya)的X（前Twitter）